# Need for Speed III: Hot Pursuit
Need for Speed III: Hot Pursuit – trzecia część z serii gier komputerowych Need for Speed firmy Electronic Arts. Gra została wydana na PC oraz PlayStation.

## Rozgrywka
W tej części gracz otrzymuje do dyspozycji jedenaście samochodów oraz osiem tras. Wprowadzono w niej nowy tryb rozgrywki tytułowy Hot Pursuit, w którym gracz mógł zmagać się z policyjną obławą lub łapać piratów drogowych wcielając się w kierowcę radiowozu. Gra oferuje bardzo realistyczną, jak na owe czasy, grafikę; możliwość wyboru pory dnia, pogody oraz kierunku przejazdu po jednej z kilku różnorodnych tras.
Dodatkowo gracze zyskali możliwość stworzenia własnych aut otrzymując jednocześnie dostęp do aut stworzonych przez producenta gry oraz innych graczy. Oprócz trybu jednoosobowego gra podobnie jak poprzednia część posiada możliwość gry wieloosobowej (sieciowo oraz na jednym ekranie).

## Odbiór gry
Gra została pozytywnie przyjęta, IGN oceniło grę 8/10 natomiast GameSpot 8,9/10. Według recenzentów Need for Speed III: Hot Pursuit przyciąga dynamiką pościgów oraz bardzo dobrą jak na owe czasy grafiką (błyszczący lakier samochodów, zjawiska atmosferyczne itp.)